# Captain America (filmový seriál)
Captain America je americký dobrodružný filmový seriál z roku 1944 režisérů Elmera Cliftona a Johna Englishe, vyrobený studiem Republic Pictures. Snímek vznikl na motivy komiksů o Captainu Amerikovi od tehdejšího vydavatelství Timely Comics. Jedná se o poslední superhrdinský seriál Republic Pictures a zároveň první a na více než 30 let poslední hraný snímek o postavě vydavatelství Marvel. Černobílý filmový seriál, který byl rozdělen do patnácti částí, měl premiéru 5. února 1944, v titulní roli se představil Dick Purcell.
Seriál byl v roce 1953 opětovně uveden do kin pod názvem Return of Captain America.

## Příběh
Superhrdina Captain America, v civilním životě okresní návladní Grant Gardner, se snaží zvrátit plány záhadného maskovaného Scaraba (ve skutečnosti muzejního kurátora doktora Cyruse Maldora), jenž se snaží získat různá zařízení, které by mohl použít jako superzbraně.

## Obsazení
- Dick Purcell jako Grant Gardner / Captain America
- Lorna Gray jako Gail Richards
- Lionel Atwill jako doktor Cyrus Maldor / The Scarab
- Charles Trowbridge jako komisař Dryden
- Russell Hicks jako starosta Randolph
- George J. Lewis jako Bart Matson
- John Davidson jako Gruber
- Stanley Price jako chemik Purple Death